# Edgar Foshee
Thượng sĩ nhất Edgar Foshee, là cựu quân y người Mỹ có tư tưởng chống cộng thuộc Lực lượng Đặc nhiệm Lục quân Mỹ từng có thời hoạt động trong chiến tranh Việt Nam. Vợ cũ của ông là Thương Nguyễn Cúc Foshee đã bị chính phủ Việt Nam bắt giữ mà không có lời buộc tội chính thức nào cả bắt đầu từ tháng 9 năm 2005. Cuối cùng bà bị tòa án Việt Nam kết tội khủng bố và trở về nước Mỹ vào tháng 11 năm 2006 sau khi được trả tự do sớm vì có vấn đề về sức khỏe.
Năm 1974, Edgar Foshee giải ngũ khỏi Quân đội Mỹ rồi về hưu trên cương vị là đặc vụ của Cục Tình báo Trung ương (CIA). Ông từng tham chiến tại Việt Nam với cả hai tổ chức, hỗ trợ chính phủ Việt Nam Cộng hòa chống lại Quân đội Bắc Việt và các đặc vụ Việt Cộng.
Ông sở hữu một công ty xây dựng cho đến năm 1980, và cùng vợ nghỉ hưu ở Florida.
Ngày 30 tháng 4 năm 1995, ông được bổ nhiệm làm Chủ tịch Ủy ban Quốc tế của một tổ chức chống cộng lưu vong bên hải ngoại mang tên Chính phủ Lâm thời Việt Nam Tự do.